# 4452 Уллачарльз
4452 Уллачарльз (4452 Ullacharles) — астероїд головного поясу, відкритий 7 вересня 1988 року.
Тіссеранів параметр щодо Юпітера — 3,352.